# الغرفه
الغرفة (به عربی: الغرفة ) یک منطقهٔ مسکونی در یمن است که در استان حضرموت واقع شده‌است.

## خصوصیات
الغرفة ۵٬۰۰۶ نفر جمعیت دارد.